# 34266 Schweinfurth
34266 Schweinfurth este o planetă minoră (asteroid) din centura de asteroizi. A fost descoperită pe 31 august 2000 la Experimental Test Site⁠(d) de Lincoln Near-Earth Asteroid Research. 
Obiectul prezintă o orbită caracterizată de o semiaxă mare de 2,3042938 UAi, o excentricitate de 0,02, o înclinație de 9,82457 ° în raport cu ecliptica.